# Gattya multithecata
Gattya multithecata är en nässeldjursart som först beskrevs av William Robert Jarvis 1922.  Gattya multithecata ingår i släktet Gattya och familjen Halopterididae. Inga underarter finns listade i Catalogue of Life.